# Žagubica
Žagubica (in serbo Жагубица?) è un villaggio e una municipalità del distretto di Braničevo nella Serbia centrale.

## Municipalità
La municipalità di Žagubica comprende, oltre a Žagubica, anche i seguenti villaggi:
| - Bliznak (Близнак) - Breznica (Брезница) - Izvarica (Изварица) - Jošanica (Јошаница) - Krepoljin (Крепољин) - Krupaja (Крупаја) - Laznica (Лазница) - Lipe (Липе) - Mali Kamen (Мали камен) | - Medveđica (Медвеђица) - Milanovac (Милановац) - Milatovac (Милатовац) - Osanica (Осаница) - Ribare (Рибаре) - Selište (Селиште) - Sige (Сиге) - Suvi Do (Суви До) - Vukovac (Вуковац) |  |

## Galleria d'immagini

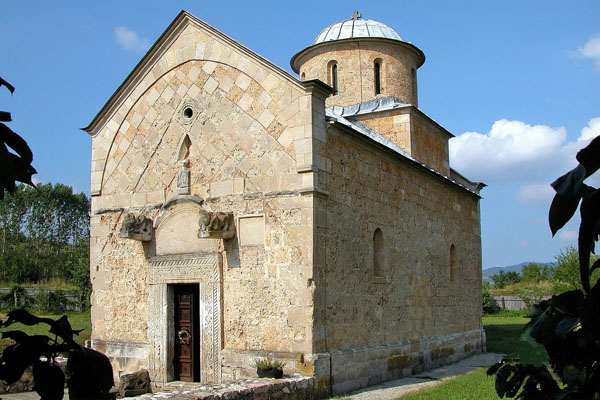
Chiesa di Trg